# Carlos Salzedo
Carlos Salzedo (Arcachon, 6 avril 1885 – Waterville, 17 août 1961), est un harpiste, compositeur, pianiste et chef d'orchestre français.
Salzedo était un soliste, professeur et l'un des harpistes les plus importants du XXe siècle. Il a principalement composé pour son instrument. Grâce à de nouvelles idées sur la harpe, Salzedo a influencé de nombreux compositeurs contemporains. Leopold Stokowski a dit de lui : « Salzedo fit pour la harpe ce que Bach fit pour l’orgue, Paganini pour le violon, Chopin, Liszt et Debussy pour le piano, c’est-à-dire qu’il accrut le potentiel technique et expressif de son instrument. »

## Biographie
Salzedo naît dans une famille de musiciens d'origine séfarade ibérique. Sa mère, Thérèse Judith Anna Salzedo-Silva, est pianiste et son père, Isaac Gaston Salzedo est chanteur. Les parents de Salzedo résidaient à Bayonne et se trouvaient en vacances à Arcachon lorsque madame Salzedo est tombée d'un escalier, entraînant la naissance prématurée de leur second enfant, Carlos Salzedo, deux mois avant terme, le 6 avril 1885. Leur premier enfant, Marcel, est devenu un éminent violoniste, chef d'orchestre et compositeur de musique légère.
Anna Salzedo est professeure de piano, pendant l'été à Biarritz, de la cour de la reine mère Marie-Christine d'Espagne. À l'âge de trois ans, Léon-Charles joue du piano pour Marie-Christine, qui l'appelle « mon petit Mozart ». Lorsqu'il a cinq ans, sa mère meurt et la famille déménage à Bordeaux. L'enfant s'attache à sa gouvernante, une femme d'origine basque, Marthe Tatibouet Bidebérripé, embauchée pour soigner les enfants. Salzedo se considère comme culturellement Basque. Il explique sa préférence en raison de la mesure à cinq temps, typique de la danse basque, le Zortziko.

### Formation
Léon-Charles, après avoir commencé à jouer du piano à l'âge de trois ans, écrit sa première composition, une polka appelée « Moustique » (Mosquito). Le thème reparaît dans une autre polka incluse dans sa Suite de huit danses (1943). À six ans, il entre à l'école de musique de Bordeaux. Il remporte le premier prix de piano et de solfège trois ans plus tard. Puis la famille s'installe à Paris. À neuf ans, Léon-Charles est inscrit au Conservatoire de Paris, où il a de nouveau remporté son prix de piano (classe de Descombes) et de solfège (avec Schwartz). Il poursuit ses études de piano avec Charles de Bériot (fils de la Malibran et du violoniste belge) et élève de Thalberg.
Gaston Salzedo, son père, alors un professeur de chant, et Bériot demandent à Léon-Charles de prendre un deuxième instrument. La harpe est choisie en raison de ses faibles capacités à jouer un instrument à vent et son frère aîné Marcel, ayant déjà choisi le violon. Le 20 mai 1899, Gaston Salzedo lui achète une harpe à 43 cordes en érable signée Erard. Dans la mesure où les débutants ne sont pas acceptés au conservatoire, Carlos prend des leçons de Marguerite Achard. Après quelques mois, il est suffisamment avancé pour être accepté comme élève privé d'Alphonse Hasselmans, professeur de harpe au Conservatoire. Après une année d'étude il entre au Conservatoire dans la classe de harpe d'Hasselmans. Il a treize ans.
À seize ans, Salzedo remporte le premier prix dans la harpe et de piano le même jour ; un exploit inégalé à ce jour, et qui lui vaut de remporter un piano à queue Steinway. Encore étudiant, Salzedo est second harpiste dans l'orchestre des Concerts Lamoureux et à l'orchestre de l'Olympia aux Folies Bergère. Salzedo remporte des éloges pour ses compositions de la part du directeur du Conservatoire, Gabriel Fauré.
Dès la fin de ses études (1901), Salzedo est embauché comme harpiste solo, premier harpiste d'orchestre et pianiste solo au Nouveau Casino de Biarritz, placé sous la direction du compositeur Piero Luigini. L'hiver suivant, il voyage en Europe avec l'orchestre des Concerts Colonne (aux mêmes postes). Il donne ses premiers récitals à Paris à 18 ans, comme un harpiste et pianiste en 1903. C'est à cette occasion qu'il change ses prénoms, Léon-Charles Moise, pour Carlos. Un accident vasculaire cérébral laisse paralysé Gaston Salzedo, qui laisse son poste de directeur de la musique à la synagogue, en faveur du jeune Carlos. Salzedo se produit en récital à travers l'Europe, en recevant de bonnes critiques des journaux.

### Amérique
En 1909, Arturo Toscanini invite Salzedo, par l'intermédiaire d'un agent, à jouer dans l'orchestre du Metropolitan Opera de New York. C'est ainsi que Carlos quitte la France pour l'Amérique, ne sachant pas un mot d'anglais. Salzedo devient membre de la société musicale et il se produit à une soirée avec Viola Gramm, pianiste et chanteuse respectée. Ils ont entretenu une relation amoureuse, ont voyagé sur la route des châteaux de France en 1913, puis se sont mariés le 30 avril 1914 à New York. Pour l'occasion, Salzedo a écrit une cantate de mariage, interprétée par ses amis.

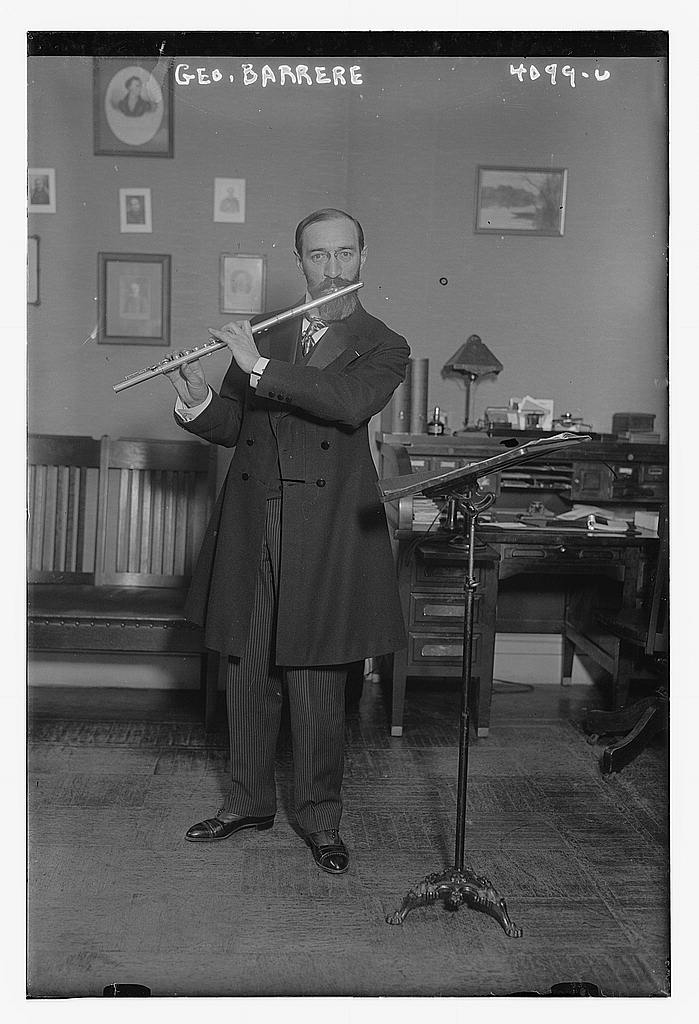
Georges Barrère en 1916.

Salzedo, démissionne en 1913 de son poste au Metropolitan, pour former le « Trio de Lutèce », avec Georges Barrère (1876–1944) flûte et Paul Kefer (1875–1941) violoncelle, qui effectue de nombreuses tournées aux États-Unis. Barrère était le créateur du Prélude à l'après-midi d'un faune en 1894 et Varèse lui dédie Density 21.5 en 1936. Lors d'une tournée du trio en Angleterre, Salzedo et sa femme saisissent l'occasion d'une lune de miel en Europe ; en Angleterre, ils sont présentés à divers membres de la noblesse, notamment la princesse de Battenberg. Au début de la Première Guerre mondiale, le couple déménage à Menthon-Saint-Bernard (Haute-Savoie) croyant avoir plus de temps à passer ensemble, mais Salzedo est bientôt incorporé dans l'armée française.

### Guerre
Salzedo est versé dans l'infanterie, où il occupe le poste de chef cuisinier. Il se trouvait avec plusieurs peintres et musiciens. Il a un chef sympathique qui organise un ensemble de chant pour les soldats des hôpitaux. Salzedo arrange des chansons traditionnelles françaises. Il obtient un congé prolongé pour voir son épouse, mais à son retour un nouveau capitaine responsable de l'unité, ne l'autorisait plus à ses activités musicales. Salzedo tombe gravement malade : une pneumonie doublée d'une forme de paralysie, pour lequel il est hospitalisé pendant plusieurs mois, avant d'être finalement libéré de l'armée. Afin d'obtenir des passeports – ce qui n'avait pas été nécessaire en 1914 – Salzedo et son épouse doivent prouver leur identité en se mariant une seconde fois à Paris, courant août 1915 et peuvent quitter la France.

### Amérique
Pendant cette première période de sa vie adulte, Salzedo fréquente toute la société musicale et côtoie la haute société : l'été à Seal Harbor, dans le Maine, il est voisin des Rockefeller ; il compte parmi ses amis musiciens, Edgard Varèse, Josef Hofmann, Leopold Stokowski, Henry Cowell et Dane Rudhyar.
Au retour des Salzedo aux États-Unis en 1916, Carlos reforme le « Trio de Lutèce ». À Seal Harbor, Salzedo se lie d'amitié avec Vaslav Nijinski, le danseur russe. Ensemble, ils développent une esthétique et une gestique du jeu de la harpe, devenue pierre angulaire de sa méthode et transmise à ses élèves.
En 1923, il obtient la nationalité américaine.
En 1926, le couple divorce à l'amiable et restent amis. En 1928 Salzedo épouse Lucile Laurent, une de ses élèves dont il avait développé les talents de virtuose. Ces années sont très actives : Salzedo est en tournées avec le Trio de Lutèce, le Salzedo Harp Ensemble, multiplie les récitals avec de grandes sopranos, et se produit avec de grands orchestres symphoniques. Lucide Laurent, quant à elle, est la soliste du Salzedo Harp Ensemble en tournée régulière aux États-Unis. Elle dirige également sa propre formation, le Laurent Harpe Quintette et crée de nombreuses compositions de Salzedo.
L'implication du musicien recouvre de nombreux domaines, notamment les cercles de la « nouvelle musique » à New York, où il cofonde avec son ami Edgard Varèse le International Composer's Guild (1921),. La Guilde est le premier groupe de son genre et présente parmi d'autres concerts, les compositeurs européens les plus en vue tels Debussy, Maurice Ravel, Alfredo Casella, Stravinsky et Schönberg. Le succès entraîne la formation rivale de la Ligue des compositeurs, destinée à soutenir les artistes américains, ce qui provoque une rupture dans les milieux musicaux pendant de nombreuses années. Cette dynamique entraîne Salzedo à la pointe des idées artistiques et des cercles sociaux, et en ce qui concerne son instrument, à rompre avec la tradition et à en faire un instrument moderne. Salzedo se familiarise avec l'art de la danseuse et chorégraphe Martha Graham, une colocataire d'un de ses élèves. Il en perçoit le génie, et joue de son influence pour qu'elle reçoive une subvention de la Fondation Rockefeller.
Lors de la création de Ionisation en 1933, il joue des blocs chinois (plutôt que la harpe).
Salzedo effectue une tournée en tant que chef d'orchestre, interprète et compositeur, avec Adolf Bolm et le danseur et chorégraphe de Diaghilev. Un ballet chorégraphié par Bolm est produit  sur une composition de Salzedo, « Bolmimerie », et destinée à un ensemble de six harpes. Les compositions de Salzedo de cette période sont aussi destinées à de grands orchestres (The Enchanted Isle), et reflètent une recherche, un esprit créatif original et une fraîcheur intemporelle de la sonorité. Ses pièces sont d'un grand attrait qui ne faiblit pas, et de montrer que la harpe est un instrument éloquent, imaginatif de grand drame et poétique, expressivité lyrique, ainsi que des qualités abstraites et à l'affichage virtuose éblouissant.
Salzedo n'oublie pas le sort de la France et conduit un public nombreux aux collectes de fonds, parallèlement à des efforts pour développer l'intérêt de la culture française aux États-Unis et notamment la musique française moderne. Il a également contribué à réunir l'argent pour acheter un orgue à tuyaux à Seal Harbor (avec des fonds de John D. Rockefeller) et plus tard, pour aider Nijinski et sa famille à s'installer en Suisse.

### Homme de concert
À partir des années 1920, Salzedo se produit régulièrement en tant que soliste avec de grands orchestres, notamment l'Orchestre de Philadelphie, mais aussi en tournée en solo ou comme chef d'ensemble de harpes ou membre du trio flûte, violoncelle et harpe. Son trio devient le Trio BSB (Barrère – Salzedo avec Horace Britt) et ils font ensemble de nombreuses tournées à succès. Son activité dans les seules années 1920 est étonnante d'énergie. Sa célébrité était importante et il apparaissait souvent dans les journaux pour ses prestations musicales. Il a été comparé à Wanda Landowska par le critique Virgil Thomson, et considéré comme un pionnier et comme un artiste fascinant. Son approche de la harpe était unique par rapport aux programmations habituelles de l'époque. Alors que la plupart des harpistes jouaient un répertoire de salon, des idylles romantiques, il a mis en avant des transcriptions classiques par des moyens efficaces, ainsi que la nouvelle musique française. C'est de cette façon qu'il a gagné l'admiration de ses collègues musiciens. Sa saison d'exécution comprend généralement un récital solo ; visites avec ses différentes formations (Trio de Lutèce ou BSB trio, Salzedo Harp Ensemble, et plus tard son Ensemble Salzedo de concert, ainsi que les apparences avec des orchestres. Il a été un enseignant recherché, comme l'enseignement privé à New York, dans les étés à sa colonie à Camden, dans le Maine, et à l'Institut Curtis (Philadelphie), où il a fondé et maintenu une classe jusqu'en 1961 – relayée par son élève, Alice Chalifoux (1908–2008).
Son répertoire de soliste concertant était joué avec les plus grands orchestres. Il jouait souvent le Chorale et Variations de Widor, son propre poème symphonique, L'Île enchantée. Il assume la création américaine de l'Introduction et Allegro de Maurice Ravel (15 janvier 1928 à New York). Il jouait couramment le Concerto de Haendel, le Concerto pour flûte et harpe de Mozart, le Triple Concerto (1935) de Bernard Wagenaar (commandée par le Trio de Lutèce, créé avec Ormandy), et le Concerto (1944) de Norman Dello Joio pour lequel il a contribué à la cadence, comme il l'a fait pour le Concerto pour harpe, op. 31 (1945) de Nicolaï Berezowsky. Son propre Concerto pour harpe et sept vents, a été créé par Lucile Laurent et Lily Laskine (élève d'Hasselmans), et son Deuxième Concerto a été créé pour son centenaire 1985 par Jennifer Hoult.
Salzedo est mort le 17 août 1961 à Waterville dans le Maine, à l'âge de 76 ans, tandis que se tenait au Bates College, les auditions régionales du Metropolitan Opera.

## Héritage
Salzedo est considéré comme l'un des plus grands harpistes de l'histoire. Alors que d'autres ont excellé comme solistes ou compositeurs de morceaux de genre, il était aussi très apprécié comme pianiste et chef d'orchestre par ses collègues.
Ses enregistrements prouvent sa virtuosité inégalée, avec un style toujours clair, fluide et un phrasé subtil. Son jeu donne l'impression d'être sans limites. Ses transcriptions et compositions sont remarquablement originales et bien au courant des derniers développements de musique, si ce n'est devant eux. S'il était resté en France, le Groupe des Six, aurait dû s'appeler le groupe des Sept. Il était un esprit progressiste, à la recherche de nouvelles ressources sonores inscrites dans les améliorations de la harpe de Lyon & Healy (en) (Chicago) avec qui a travaillé de 1928 à 1931. Mais il s'inspire tout à la fois d'autres compositeurs et crée de nouvelles œuvres et de nouveaux styles de musique. Ses compositions ont progressé du romantisme français (Trois Morceaux, Pièce concertante) à l'impressionnisme (Cinq études poétiques). Ensuite, il a évolué vers un nouveau style propre et unique (Préludes Intimes, Cinq Préludes pour harpe seule). Beaucoup de harpistes se sont opposés à ses innovations, en particulier sur le son. Bien que quelques harpistes – qu'Heidi Lehwalder et Alice Giles – ont égalé sa virtuosité, aucun compositeur, doublé d'un chef d'orchestre, n'est comme lui.
En tant qu'enseignant, il était devenu une figure d'inspiration quasi-divine, suscitant une dévotion absolue parmi ses élèves. Il leva les normes techniques et musicales pour jouer dans les domaines de la force, de la projection sonore, de la qualité du son et de la couleur : ses élèves étaient donc largement recherchés pour des postes d'enseignement et au sein des orchestres.
Il a influencé de nombreux compositeurs avec ses nouvelles idées sur les sons et la notation de la harpe. Berio (Sequenza II), Boulez, Crumb, Persichetti et Chou Wen-chung ont adopté ses symboles, ou font usage de types similaires. Ses techniques se retrouvent dans des pièces comme les Offrandes (1921) d'Edgard Varèse, Schelomo (1916) d'Ernest Bloch, le Concerto pour harpe d'Alberto Ginastera, la Serenade no. 10 (1957) et Parabole par Vincent Persichetti, la Suite pour harpe et orchestre de chambre (1949) de Harry Somers, Divertissement de Wallingford Riegger, Deux Divertissements (1924) d'André Caplet, Sonata par Tommasini et de nombreuses autres œuvres notables.
Ses idées artistiques ont conduit à la conception de deux harpes encore fabriquées par Lyon & Healy, le modèle Salzedo conçu par son ami, l'artiste Witold Gordon, dans le style art nouveau, style 11, et l'art déco. Le modèle harpe Salzedo est basé sur le nombre « cinq », son numéro favori et dispose de cinq bandes de chaque couleur sur la table d'harmonie, cinq sections de la base, cinq couches de la colonne, etc., pour un effet saisissant.
Salzedo a fait paraître des articles dans de nombreuses publications musicales, y compris dans le Musical America. Pendant de nombreuses années, il a édité les publications Eolus et Aeolian Review(1921–1932). Comme pour des publications artistiques sérieuses, y figurait des textes de compositeurs remarquables tels Ernest Bloch et Dane Rudhyar, et des œuvres d'artistes tels que Witold Gordon.
Il a fondé le programme de harpe à l'Institut d'Art Musical à New York (maintenant la Juilliard School) alors dirigé par sa protégée Marie Miller, au Institut Curtis (Curtis Institute of Music) à Philadelphie en 1924 où il était une figure influente. À Camden, dans le Maine, il cofonde en 1931, avec son épouse, Lucile Laurent, la Harp Colony Salzedo (fermée en 2002). Il était membre du Club des Musiciens Bohémiens de New York, et un patron national du Delta Omicron, une fraternité internationale de musiciens professionnels.
Le nombre d'étudiants de Salzedo dépasse la centaine. Même si beaucoup sont morts, d'autres continuent à jouer dans des orchestres symphoniques, à Philadelphie, Milwaukee, dans le New Jersey et au sein d'autres orchestres. Ils ont occupé les pupitres d'un grand nombre d'orchestres américains, ainsi que des postes d'enseignement au sein de conservatoires et d'universités. Une brève liste d'élèves les plus notables de Salzedo, dans l'ordre chronologique comprend Florence Wightman, Casper Reardon, Lucile Laurent, Edna Phillips, Alice Chalifoux, Lynne Wainwright Palmer, Reinhardt Elster, Tyr Marjorie, Edward Druzinsky, Marilyn Costello, Judy Loman, Heidi Lehwalder. Actuellement les étudiants performants de Salzedo comprennent Jacquelyn Bartlett, Margarita Czonka Montanaro, Heidi Lehwalder, Danis Kelly, Joan Ceo, Phyllis Ensher-Peters, Jude Mollenhauer, et beaucoup d'autres.
Salzedo est cité comme l'un des trois musiciens préférés de John Coltrane.
Leopold Stokowski a dit de lui : « Salzedo fit pour la harpe ce que Bach fit pour l’orgue, Paganini pour le violon, Chopin, Liszt et Debussy pour le piano, c’est-à-dire qu’il accrut le potentiel technique et expressif de son instrument. »

## Œuvres

### Pour violoncelle, flûte, piano, trombone, voix
Beaucoup de premières œuvres ont été publiées par les éditions Costallat, mais ont apparemment été perdues. Les titres sont suivis par année de composition, le cas échéant nom de l'éditeur et la date de publication. Beaucoup d'œuvres ont été publiées plus d'une fois : le nom des éditeurs ultérieurs suivent celui de l'éditeur original.
- Berceuse pour violoncelle et piano, opus 72 (1907, pub. Costallat 1908)
- Caprice Scherzando pour violoncelle et piano (1908, pub. Costallat 1918)
- Invocation pour violoncelle et piano (1908, pub. C.G. Roeder)
- Pièce Concertante pour trombone et piano, opus 27 (1910, pub. Evette & Schaeffer 1910)
- Rivalité de Fleurs pour voix et piano, opus 25 (1911, pub. Costallat[13]) Sur un poème d'Anna Dilly.
- Four Choruses in Old Sonata Form pour chœur d'hommes à trois voix, harpe, orgue ou piano (1914, pub. H. W. Gray 1918)
- Prélude pour Olaf Bolm pour piano (1926, pub. Carl Fischer 1926)
- Breaking in the New Year pour piano (1935)
- Offriam pour violoncelle (1951)
- Volute et Rondel pour flûte (1951) (Albert Andraud, Southern)
- Marya Freund pour piano (1956)
- Énigme pour piano (1960)

### Pour harpe
- Ballade, op. 28 (1910, et révision ultérieure)
- Trois Morceaux, no. 1 (Alphonse Leduc 1914)
- Paraphrase (Cadenza) pour la seconde rhapsodie de F. Liszt. (1910, pub. G. Schirmer 1959, Lyra)
- Jeux d'Eau (1911) Une pièce en solo ou une cadence pour une exécution orchestrale
- Trois Morceaux, no. 2 (Alphonse Leduc 1914)
- Variations sur un thème dans le style ancien (1911)
- Trois Morceaux, no. 3 (Alphonse Leduc 1914, édition révisée par Salzedo chez Lyon & Healy)
- Chanson Chagrine, (1914, pub. Lyra, 1985)
- Cinq préludes pour harpe seule (1917, pub. Carl Fischer, 1924) titre original : Pentarhythmie
- Lamentation, Quiétude, Iridescence, Introspection, Troubillons
- Cinq préludes sur le nom d'Olga (1917). Il s'agit de la pianiste Olga Samaroff, alors épouse de Stokowski.
- Embryon, Éveil, Fête au village, Hallucinations, Fraîcheur (G. Schirmer 1933)
- L’Île enchantée poème symphonique pour harpe et orchestre (1918, pub. Lyra)
- Bolmimerie pour ensemble de sept harpes (1918)
- Brise Marine pour soprano, hautbois, cor, basson et six harpes (1918)
- Modern Study of the Harp (1919, pub. G. Schirmer 1921) contient Cinq études pour harpe seule (1919)
- Flight, Mirage, Inquiétude, Idyllic Poem, Communion
- Poems of Sara Yarrow pour soprano, hautbois, cor, basson et six harpes (1919)
- Ecstasy, Despair, Humility
- Preludes Intimes (1919, pub. Boosey & Hawkes 1954)
- tenderly emoted, dreamingly, profoundly peaceful, in self-communion, procession-like
- Burlesque-Sentimental (1920)
- Five Sketches on Friends of Mine (1920)
  - Kyra Alanova, Dane Rudhyar, Edith Sullivan, Sara Yarrow, Edgard Varèse
- Four Preludes to the Afternoon of a Telephone pour duo de harpes (1921) 
  - Audubon 530, Plaza 4570, Prospect 7272, Riverside 4937
- Poem of the Little Stars (1921, pub. International Music 1923, Lyra 1985)
- Recessional (1921, pub. International Music 1922, Lyra 1985)
- Sonata for Harp and Piano (1922, pub. Society for the Publication of American Music, G. Schirmer 1922, Lyra)
- Four Pieces for the Modern Irish Harp (1924)
- Sarabande variée, Bi-tonal jig, Pavloviana, Prelude Nocturne (perdu)
- Three Poems of Stephane Mallarme pour soprano, harpe et piano (1924)
- Las de l'amer repos ou ma paresse offense, Feuillet d'album (pour soprano solo), Une dentelle s'abolit
- Nocturne to Ursula pour hautbois (1925)
- Concerto pour harpe et sept instruments à vent (harpe, flûte piccolo, clarinette en la, hautbois, cor, basson, trompette en ut) (1926), Lyra
- Préludes for Beginners publié dans la Méthode de harpe (juillet 1927, pub. G. Schirmer, 1929) Pas de titres pour les numéros I à XI
  - XII. Fanfare, XIII. Cortège, XIV. La Désirade, XV. Chanson dans la nuit
- Pentacle Suite pour duo de harpes (1928, pub. Faith Carman (FC), 1985)
- Steel, Serenade, Felines, Catacombs, Pantomime
- Préambule et jeux (pour harpe solo, flûte, hautbois, basson, et quatuor à cordes) En un mouvement
- Prélude Fatidique (1930) (G. Schirmer 1950, Lyra) publié avec la Suite de huit danses
- Prélude in the Nature of an Octave Study (1930, pub. Lyra 1985) Édité et intitulé par Dewey Owens
- Œuvre sans titre (harpe, cuivres et cordes) (1930, à l'état d'esquisse)
- Musique des Troubadours soprano, harpe, viola d'amore, viole de gambe (1931)
- Triptic Dance harp duo or trio, (1931), (Lyra) Publié comme transcription de Pierre Beauchant, pseudonyme de Salzedo
- Short Stories in Music harp (1934) Series I and II (Elkan-Vogel, 1934)
  - Série I : The Dwarf and the Giant, The Kitten and the Limping Dog, Rocking Horse, On Donkeyback, Raindrops, Madonna and Child, Memories of a Clock, Night Breeze (harp solo or ensemble)
  - Série II : On Stilts, Pirouetting Music Box, Behind the Barracks, At Church, Goldfish, The Mermaid’s Chimes, Skipping Rope
- Scintillation (1936) (Elkan-Vogel, 1936)
- Diatonic Variations on The Carnival of Venice (Lyra, 1985)
- Tiny Tales for Harpist Beginners Séries I et II, (1936) (Elkan-Vogel, 1942)
  - In Hoop-Skirts, The Little Princess and the Dancing Master, A Little Orphan in the Snow, Lullaby for a Doll, The Cloister at Twilight, A Mysterious Blue Light, Funeral Procession of a Tin Soldier, The Chimes in the Steeple, A Lost Kitten, Pagoda of the Dragon
  - Série II: Processional, The Clock Maker's Shop, Winter Night, The Dandy, Chimes, Little Soldiers, Mysterious Forest, Little Jacques, Grandmother's Memories, Frère Jacques
- Panorama Suite (1937)
- Noon, Moonset, Expectation, The Birth of the Morning Star, Waltz
- Vieni, Vieni (1938) Suite pour harpe seule, non publiée
- Sketches for Harpist Beginners two series (1942) (Elkan-Vogel) 
  - Série I : Rock Me, Mommy, Imitation, Echo, Huntsman's Horn, Lost in the Mist, Hurdy-Gurdy, Poor Doggy, Tuneful Snuff-Box, Pagan Rite, Beethoven at School
  - Série II : The Organist's First Steps, A Young Violinist, Falling Leaves, Royal Trumpeters, A Lonely Bell, Baby on the Swing, Mourners, On the Tight Rope, Pierrot is Sad, Chorale
- Second Harp parts for Short Stories in Music (1942)
- Behind the Barracks, Memories of a Clock, On Donkey-Back, Rain Drops, Night Breeze, The Mermaid's Chimes, Skipping Rope (G. Schirmer)
- The Art of Modulating (1943) (G. Schirmer, 1950)
- Lullaby, Reverie, Carillon, Grandmother's Spinning Wheel, Petite Valse, Florentine Music Box
- Suite of Eight Dances (1943, pub. G. Schirmer 1950)
- Gavotte, Menuet, Polka, Siciliana, Bolero, Seguidilla, Tango, Rumba
- Mimi Suite (1946)
- Mimi, Awakening, Incandescence, Obsession (harpe ou piano)
- Wedding Presents (1946–52)
- Garlanded Chimes, Vers l'Inconnu, In the Valley, In the Month of Maie, Shadow of a Shade, Idee-fixe, Desir, Interlude for the Theatre, Vision, Carol-Paul
- Cadenza et édition pour le Concerto pour harpe de Berezowsky (1947, pub. Elkan-Vogel 1947)
- Prelude for a Drama (1948, pub. M. Baron, 1951)
- Diptych, Two Pieces for the Right Hand Alone (1950)
- Reflection, Interference
- Conditioning Exercises (1951, pub. G. Schirmer, 1955)
- Mardi-Gras Patrol pour ensemble de harpes
- Conflict (dans Pathfinder for the Harp (Peer-Southern Music 1951)
- Elyze (1952)
- Second Concerto pour harpe et orchestre (1953-1961, pub. Lyra 1966) Connu aussi en tant que Symphonic Suite—dialog pour harpe et orchestre
- Chanson dans la Nuit partie de seconde harpe (G. Schirmer 1955)
- Rumba et Tango (Suite de huit danses) partie de seconde harpe (G. Schirmer 1955)

### Paraphrases et arrangements
- Annie Laurie (Carl Fischer)
- Believe Me, If All Those Endearing Young Charms (Carl Fischer)
- Blink to me only with one eye

Variations de concert sur
- Adeste Fideles, Deck the Halls, Good King Wenceslaus, O Tannenbaum, Silent Night (Boosey & Hawkes)
- Deep River (Carl Fischer)
- Dixie Parade (original composition) (Peer-Southern)
- I Wonder as I Wander (G. Schirmer)
- Jingle Bells
- Jolly Piper (original composition) (Peer-Southern)
- Londonderry Air (Carl Fischer)

Paraphrases sur des chants de noël 
- Angels We Have Heard on High, Away in a Manger, Away in a Manger (to the tune of Flow Gently, Sweet Afton), The First Noel, God Rest Ye Merry Gentlemen, Hark! The Herald Angels Sing, It Came Upon a Midnight Clear, O Little Town of Bethlehem, We Three Kings of Orient Are, What Child is This (Greensleeves) (Boosey & Hawkes)

Courtes fantaisies sur 
- Un noël Basque, Un noël Catalan, Un noël napolitain, Un Noël Provençal (Boosey & Hawkes)
- Song of the Volga Boatman (Carl Fischer)
- The Last Rose of Summer (Carl Fischer)
- Traipsin’ thru Arkansaw (composition originale) (Peer-Southern)
- Turkey Strut (composition originale) (Peer-Southern)
- Deux marches nuptiales : Meyerbeer, Gluck

### Transcriptions
- Albeniz : La Fête-Dieu à Séville (orchestration, créé par Leopold Stokowski)
- Bach
  - Bourrée (G. Schirmer, Lyra)
  - Polonaise et Badinerie (flûte et harpe) (Lyra)
  - Sixième des Suites françaises (duo de harpe ou ensemble) (Lyra)
- Beethoven : Adagio de la Sonate au clair de lune (G. Schirmer)
- Boccherini : Sonate en la majeur (flûte, violoncelle et harpe)
- Brahms
  - Berceuse (Elkan-Vogel)
  - Valse en la-bémol (Carl Fischer)
- Cady : Danse orientale (duo de harpes)
- Candeille : La Provencale (Tambourin) (harp quartet)
- Corelli : Giga (harpe solo, G. Schirmer)
- Couperin
  - Concerts Royaux (flûte, violoncelle et harpe)
  - Sarabande
- Dandrieu
  - Le Caquet (duo de harpes)
  - Play of the Winds (duo de harpes) (Lyra)
- Daquin : L'Hirondelle (duo de harpes)
- Debussy
  - Ballade II extr. des Trois ballades de François Villon (voix et duo de harpes)
  - Children's Corner Suite (flûte, violoncelle et harpe) (Lyra)
  - Clair de Lune (harpe seule) (G. Schirmer)
  - Clair de Lune (duo de harpes) (Southern)
  - Danseuses de Delphes (duo de harpes)
  - En Bateau (Lyra)
  - Première Arabesque (harpe solo, G. Schirmer)
  - La Cathédrale Engloutie (pour ensemble de harpes, publié comme duo de harpes)
  - La Danse de Puck (ensemble de sept harpes)
  - La fille aux cheveux de lin (Lyra)
  - Les Cloches (soprano et duo de harpes)
  - Les Ingénues (soprano et duo de harpes)
  - Voiles (duo de harpes)
- De Falla : Siete canciones populares españolas [Sept danses populaires espagnoles] (voix et duo de harpes) (American Harp Society edition)
- Diverses œuvres recueillies par Salzedo comme Suite Espagnole (flûte, violoncelle et duo de harpes)
- Dahlgren : The Maid and I (soprano et duo de harpes)
- Donizetti : Cadenza et solo d'après Lucia di Lammermoor (Elkan-Vogel)
- Durand : Chaconne (harpe solo) (G. Schirmer)
- Duparc : Invitation au Voyage (soprano et duo de harpes)
- Dvořák : Humoresque (harpe solo) (C. Fischer, ou duo)
- Enesco : Sept Chansons de Clement Marot (soprano et duo de harpe)
- Fauré : Dolly Suite (flûte, violoncelle et harpe)
- Gluck
  - Gavotte d'Armide (Lyra)
  - Gavotte d'Iphigénie en Aulide (Lyra)
  - Marche des prêtres d'Alceste (Lyra)
- Granados : Danses espagnole no 5 (duo de harpes) (Southern)
- Grieg : A Vision (soprano et duo de harpes)
- Springtide (soprano et duo de harpes)
- Guion : Alley Tunes—Three Scenes from the South (flûte, violoncelle et harpe)
- Haendel
  - Concerto pour harpe en si-bémol majeur, édition et cadence originale (Schirmer) en style moderne et édition en manuscrit.
  - Concerto pour hautbois et harpe
  - Largo (Carl Fischer)
  - Largo (flûte, violon, alto, violoncelle et harpe)
  - Sonate en ré majeur (flûte, violoncelle et harpe ou duo de harpes)
  - L'harmonieux forgeron (Elkan-Vogel)
- Haydn : Thème et variations (édition) (Carl Fischer)
- Hüe : Jeune Chansons sur des vieux airs (soprano et duo de harpes)
- Kjerulf : Ingrid's Song (soprano et duo de harpes)
- Lara : Concert Fantasy on Granada (Southern)
- Lie : Snow (soprano et duo de harpes)
- Locatelli : Sonate en trio (flûte, violoncelle et harpe)
- Lotti : Sonate en sol majeur (flûte, violoncelle et harpe)
- Malotte : The Lord's Prayer (Schirmer)
- Marcello : Toccata en ut mineur (ensemble de sept harpes)
- Martini : Gavotte (duo de harpes) (Lyra)
- Massenet
  - Méditation de Thaïs (violon et harpe) (Baron)
  - Menuet d'Amour d'après Thérèse (Heugel)
- Mendelssohn
  - On Wings of Song (duo de harpes) (Lyra)
  - La fileuse (duo de harpes) (Lyra)
  - Chanson de printemps (Schirmer)
  - Doux souvenirs (Romance sans parole no 1) (Fischer)
  - Marche nuptiale (Elkan-Vogel)
- Meyerbeer : Coronation March from Le Prophete (Elkan-Vogel)
- Mozart : Concerto pour flûte et harpe, édition et révision de l'orchestration, édition des cadences de Reinecke (Southern)
- Nin : Granadina (violoncelle et harpe) (Lyra)
- Offenbach : Barcarolle des Contes d'Hoffmann (Fischer)
- Pescetti : Sonate en ut mineur (Schirmer, Lyra, Colin)
- Prokofiev : Prélude en ut majeur (Leeds, Lyra)
- Rameau
  - Gavotte extr. Le Temple de la Gloire (Schirmer, Lyra)
  - La Joyeuse (duo de harpes) (Lyra)
  - Les Sauvages (duo de harpes)
  - Menuet Chanté (soprano et duo de harpes)
  - Rigaudon
  - Tambourin (publié avec Rigaudon dans Solos for the Harp Player) (Schirmer)
  - Pièces de Clavecin en Concert, Suites I et II (flûte, violoncelle et harpe)
- Ravel
  - À la manière de Fauré, Chabrier, Borodine (1913)[14] Flûte, violoncelle et harpe (Salabert 1911)
  - Cinq chansons populaires grecques (voix et harpe) (Lyra)
  - Pièce en forme de Habanera (instrument solo ou voix et harpe) (Lyra)
  - Prélude (Durand)
  - Sainte (voix et harpe)
  - Sonatine (comme Sonatine en Trio) (flûte, violoncelle et harpe) (Lyra)
- Rimski-Korsakov : Cadenza révisée pour le Capriccio espagnol (ABC of Harp Playing, Schirmer)
- Rubinstein : Mélodie en fa majeur (Fischer)
- Saint-Amans : Ninette à la cour (duo de harpes)
- Saint-Saëns : Le Cygne (violon ou violoncelle et harpe) (Schirmer)
- D. Scarlatti : La fugue du chat (Sonate K. 30) (duo de harpes)
- Sierching : Sylvelin (soprano et duo de harpes)
- Telemann : Sonate en fa majeur pour flûte ou flûte à bec, violoncelle et harpe (Lyra)
- Tchaikovski : Cadence pour Casse-Noisette (Lyra)
- Thomas : Cadenza pour Mignon (Lyra)
- Valensin : Menuet extr. Symphonie no 1 (flûte, violoncelle et harpe)
- Wagner
  - Magic Fire Music from Die Walkure for one or two harps (Leduc)
  - Wedding March from Lohengrin (Lyra)

## Œuvres pédagogiques
- The Art of Modulating, Carlos Salzedo avec Lucile Lawrence (Schirmer, New York), contient le texte sur l'improvisation, la lecture à vue et la modulation de la musique, avec des compositions originales de Salzedo
- L’Etude moderne de la harpe (G. Schirmer 1921, rééd. 1948) (OCLC 945999)
- Exercices d'assouplissement pour harpistes commençants et avancés ainsi que pour harpistes en tournées (G. Schirmer 1955) (OCLC 716261246)
- Esquisses pour la harpe : à l'usage des commençants (Elkan-Vogel 1954) (OCLC 843765423)
- The Harpist's Daily Dozen (exercices), Carlos Salzedo (Schirmer 1929, Lyra)
- Méthode pour la harpe : exercices fondamentaux avec illustrations et explications techniques, Lucile Lawrence/Salzedo (Schirmer 1929), contient les Préludes de musique pour débutants par Salzedo, et les couleurs de tonalité avec la notation, avec des photos et du texte de Lawrence (OCLC 946117)
- Modern Study of the Harp, Carlos Salzedo (Schirmer) with tone colors and text in English and French, and Five Poetical Studies, music
- Pathfinder to the Harp, containing Pathfinder Studies Lawrence/Salzedo (Peer-Southern) ; selon Lucile Laurent, Salzedo a contribué la musique pour "conflits" et a examiné le reste avant la publication, mais "accepté" un crédit de compositeur pour toutes les pièces, même si le reste a effectivement été composé par Lucile Laurent

## Hommages
- André Caplet, Deux Divertissements
- Alberto Ginastera, Concerto pour harpe
- Vincent Persichetti, Parable
- Wallingford Riegger, Divertissement
- Harry Somers, Suite for Harp and Chamber Orchestra

## Discographie

### Par Salzedo
Salzedo a enregistré pour RCA Victor, puis pour Mercury.
- 6 pièces extraites de ses Petites histoires en musique pour jeunes harpistes (21 décembre 1935, 78t RCA "Victor" 14871) (OCLC 226344315)
- Carlos Salzedo plays music for the harp (1956, LP Mercury "Olympian Series") (OCLC 3972369)
- Christmas Carols In Hi Fi, 19 pièces de noël, (juin 1956, LP Mercury "Olympian Series" MG 50116) (OCLC 6823954)
- Scintillation, the harp in high fidelity (Corelli, Haendel, Massenet) (été 1956, LP Mercury "Olympian Series") (OCLC 9730716)

En duo avec Lucile Lawrence
- Eight dances for harp (Salzedo, Rameau, Giovanni Battista Martini, Jean François Dandrieu, Debussy) (ca. 1950, LP Mercury "Olympian Series" MG 50093) (OCLC 13618735)

Trio BSB
- Jean Philippe Rameau, Pièces de clavecin en concerts (24 mai 1937, 78t RCA "Red seal") (OCLC 191884497)
- Debussy, Children's corner : suite for piano (ca. 1940, 78t Victor) (OCLC 49926104)

Salzedo a effectué un certain nombre de gravures pour les pianos mécaniques (piano roll) Duo-Art, notamment celui de l'accompagnement de l’Introduction et Allegro de Maurice Ravel en 1925 (Duo-Art 11838), de sa Rêverie opus 18 (Duo-Art 6456), l'accompagnement de Choral et Variations de Widor (Duo-Art 1039).

### Autres interprètes
Si Vera Doulova laisse Troubillons (Prélude no 5) dans les années 1950, Nicanor Zabaleta interprète seulement Chanson de la Nuit (une dizaine de minutes) dans les années 1970 (DG). C'est la pièce la plus jouée (par Marisa Robles, 1965 (Decca), Erica Goodman, Judy Loman, Heidi Lehwalder...) ; difficile toutefois de trouver des récitals complets, comme les quatre premiers disques.
- Musique pour harpe - Yolanda Kondonassis (23 novembre 1992, 2–5 octobre 1995, 26 mai 2001, 21 janvier et 4 avril 2007, Telarc CD-80691) (OCLC 181101610)
- Night Breeze - Sarah Schuster Ericsson (2003, Cambria 1151)[16],[4] (OCLC 611406571)
- Œuvres pour harpe, Alice Giles (6-8 mai 1992, Koch Schwann 312232, rééd. Tall Poppies TP137) (OCLC 30417604)
- The Genius Of Salzedo - Judy Loman (1985, Marquis Music) (OCLC 882924990)
- Scintillation, Heidi Lehwalder (juin 1982, LP Nonesuch Digital E1-79049)[17]
- Divertissements, opus 28, 29 et 30 - Lavinia Meijer (2008, SACD Channel Classics CCS SA 28908) (OCLC 780439602) Plus Ibert et Caplet.
- Granada, fantaisie espagnole pour harpe seule, de 1954, d'après Agustin Lara - Jana Bouskova (1997, CD Supraphon), avec des pièces de Lecuona, Chopin, Paganini, Durand, Liszt, Falla...
- 5 Préludes (1916–17) - Alice Giles (LP Preciosa "Aulos" PRE 68 537 AUL) avec des pièces de Tournier, Debussy et Fauré